# Castlegar
Castlegar är en ort i Kanada.   Den ligger i provinsen British Columbia, i den södra delen av landet, 3 100 km väster om huvudstaden Ottawa. Castlegar ligger 613 meter över havet och antalet invånare är 8 715.
Terrängen runt Castlegar är bergig norrut, men söderut är den kuperad. Runt Castlegar är det mycket glesbefolkat, med 2 invånare per kvadratkilometer.. Det finns inga andra samhällen i närheten.
I omgivningarna runt Castlegar växer i huvudsak barrskog.